# جافار غودا
جافار غودا (بالإنجليزية: Javare Gowda)‏ (6 يوليو 1915 - 30 مايو 2016 في ميسور) كاتب، وكاتب للأطفال من الهند